# Elecciones presidenciales de Maldivas de 1998
Las elecciones presidenciales se llevaron a cabo en Maldivas el 16 de octubre de 1998. Maumoon Abdul Gayoom fue el único candidato propuesto por el Majlis. Su candidatura fue aprobada por el 90,9% de los votantes, de una participación del 76.2%.

## Resultados
| Candidato                 | Votos  | %    |
| ------------------------- | ------ | ---- |
| Maumoon Abdul Gayoom      | 86.504 | 90.9 |
| En contra                 | 8,664  | 9.1  |
| Votos en blanco/inválidos | 761    | –    |
| Total                     | 95,929 | 100  |
| Fuente: Nohlen et al.     |        |      |